# Amblyjoppa annulitarsis
Amblyjoppa annulitarsis là một loài tò vò trong họ Ichneumonidae.